# Bräkne-Hoby kommunhus
Kommunhuset i Bräkne-Hoby färdigställdes år 1910 efter en tid av ökad administration i de kommuner som bildades efter 1863 års kommunalförordning. Byggnaden har en central placering i det gamla sockencentrum som idag är av riksintresse för kulturmiljövården. Byggnadens arkitektur är tydligt influerad av jugendstilen där fullmäktigesalens fönstersättning är ett tydligt särdrag. Tidstypiska material som putsfasad och falsat plåttak varvas med geometriska och runda former på en grund av granit. Kommunhuset behöll sin funktion fram till 1967 då nästa kommunreform genomfördes som innebar att Hoby kommun uppgick i Ronneby stad. Byggnaden ägs därför idag av Ronneby kommun och används som bibliotek och Bräknebygdens kulturhus.

### Övriga källor
- Kunskapsunderlag gällande riksintresseområde K9, Länsstyrelsen Blekinge län.